# Notoniscus fernandezi
Notoniscus fernandezi är en kräftdjursart som beskrevs av Hans Strouhal1961. Notoniscus fernandezi ingår i släktet Notoniscus och familjen Styloniscidae. Inga underarter finns listade i Catalogue of Life.